# Noengrothai Chaipetch
Noengrothai Chaipetch (née le 1er décembre 1982) est une athlète thaïlandaise, spécialiste du saut en hauteur.
Elle a réalisé un saut de 1,94 m à Vientiane le 14 décembre 2009. En salle, son record est de 1,93 m à Hanoï en 2009.

## Palmarès
| Date | Compétition              | Lieu      | Résultat | Marque |
| ---- | ------------------------ | --------- | -------- | ------ |
| 2003 | Championnats d’Asie      | Manille   | 3e       | 1,84 m |
| 2004 | Jeux olympiques          | Athènes   | qual.    | 1,89 m |
| 2005 | Jeux asiatiques en salle | Pattaya   | 1re      | 1,88 m |
| 2006 | Jeux asiatiques          | Doha      | 8e       | 1,84 m |
| 2007 | Jeux asiatiques en salle | Macao     | 1re      | 1,91 m |
| 2008 | Jeux olympiques          | Pékin     | qual.    | 1,80 m |
| 2009 | Jeux asiatiques en salle | Hanoï     | 2e       | 1,93 m |
| 2009 | Championnats d'Asie      | Guandong  | 6e       | 1,84 m |
| 2009 | Championnats du monde    | Berlin    | qual.    | 1,89 m |
| 2010 | Jeux asiatiques          | Guangzhou | 5e       | 1,87 m |
| 2011 | Championnats d'Asie      | Kobe      | 6e       | 1,85 m |

## Records
| Épreuve         | Épreuve   | Performance | Lieu      | Date             |
| --------------- | --------- | ----------- | --------- | ---------------- |
| Saut en hauteur | Plein air | 1,94 m      | Vientiane | 14 décembre 2009 |
| Saut en hauteur | Salle     | 1,93 m      | Hanoi     | 2 novembre 2009  |